# Strobilanthes primulifolia
Strobilanthes primulifolia är en akantusväxtart som först beskrevs av Christian Gottfried Daniel Nees von Esenbeck, och fick sitt nu gällande namn av Yun Fei Deng och J.R.I.Wood. Strobilanthes primulifolia ingår i släktet Strobilanthes och familjen akantusväxter. Inga underarter finns listade i Catalogue of Life.